# Марітімепатту (підрозділ окружного секретаріату)
Підрозділ окружного секретаріату Марітімепатту — підрозділ окружного секретаріату округу Муллайтіву, Північна провінція, Шрі-Ланка. Складається з 46 Грама Ніладхарі.